# (370) Модестия
(370) Модестия (лат. Modestia) — небольшой астероид главного пояса, который был открыт 14 июля 1893 года французским астрономом Огюстом Шарлуа в обсерватории Ниццы и назван латинским словом modestia, что переводится как «скромность».

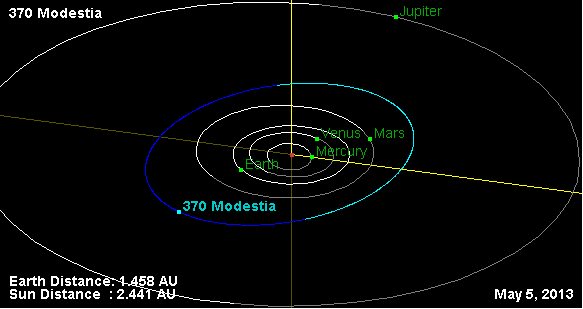
Орбита астероида Модестия и его положение в Солнечной системе